# Agguato a Tangeri
Agguato a Tangeri è un film del 1957 diretto da Riccardo Freda.

## Trama
John Milwood corteggia da tempo Mary ma il padre di lei, il ricco Henry Bovelasco, riesce a separarli.
John inizia a frequentare il tabarin di Gonzales, in realtà trafficante di droga che si vede costretto a chiedere il suo aiuto per sopprimere il cadavere di un agente americano.
In realtà anche John è un agente federale inviato a Tangeri proprio per porre fine al traffico di stupefacenti nel quale è implicato anche un agente di polizia.
Sfuggito per miracolo ad un agguato organizzato proprio dal poliziotto corrotto, grazie anche all'aiuto di Mary riesce a sgominare la banda e scoprire la vera identità del capo: è Harry, il padre di Mary.